# Jari Litmanen
Jari Olavi Litmanen (uitspraakⓘ [ˈjɑri ˈlitmɑnɛn]; Lahti, 20 februari 1971) is een Fins voetbaltrainer en voormalig voetballer.
De aanvallende middenvelder wordt over het algemeen erkend als de beste Finse voetballer aller tijden. Hij is recordinternational van het Fins voetbalelftal en was tot 12 oktober 2021 ook recordhouder wat betreft het aantal doelpunten. Die titel werd toen overgenomen door Teemu Pukki. Zijn interlandloopbaan strekte zich uit over vier verschillende decennia (van 1989 tot 2010), een record dat hij deelt met Billy Meredith en Ildefons Lima. In 2003 werd hij door de Finse voetbalbond verkozen tot beste Finse voetballer van de afgelopen vijftig jaar tijdens de UEFA Jubilee Awards. In het compendium of "Greatest Ever Footballers" van de Association of Football Statisticians eindigde hij op de drieënvijftigste positie. Bovendien werd hij meerdere malen opgenomen in de shortlist voor de uitverkiezing van de Europees voetballer van het jaar. In 1994 eindigde hij op de achtste plaats en in 1995 op de derde plaats.
Litmanen was midden jaren negentig vooral succesvol als nummer 10 bij Ajax, waarmee hij vier landstitels, drie nationale bekers, drie supercups, de UEFA Champions League, de UEFA Super Cup en de wereldbeker voor clubteams won. Hij groeide daarbij uit tot een van de beste spelers van Europa en werd met name geroemd vanwege zijn techniek, overzicht en tactisch inzicht. Al het succes had echter ook een keerzijde. Vanaf 1995 kreeg Litmanen steeds vaker last van blessures, met name aan zijn knieën, rug en enkels. Dit bleef hem de rest van zijn carrière achtervolgen en zorgde ervoor dat hij, sinds zijn vertrek bij Ajax in 1999, nergens meer langdurig op een basisplaats kon rekenen. Toch was er met Liverpool nationaal en Europees succes; in 2001 won hij de UEFA Cup en de UEFA Super Cup. In datzelfde seizoen werden tevens de FA Cup, Football League Cup en de FA Charity Shield gewonnen.

## Carrière

### Reipas Lahti, HJK Helsinki, MyPa 47 (1987-1992)
Litmanen begon tijdens zijn jeugd met voetballen en ijshockey en bleek over veel talent te beschikken. Zijn beide ouders speelden bij het plaatselijke FC Lahti en zijn vader stuurde hem in de richting van een voetbalcarrière. Ook Litmanen begon zijn loopbaan bij Reipas waar hij de hele jeugdopleiding doorliep. Op 3 maart 1987 maakte hij vervolgens op 16-jarige leeftijd zijn debuut in de hoofdmacht van de club. Tijdens zijn eerste seizoen kwam hij tot negen optredens, waarvan de meeste als invaller. Zijn tweede seizoen verliep een stuk succesvoller, de spits kwam tot achtentwintig optredens en werd uitgeroepen tot 'Fins Talent van het Jaar'. Hij wist een basisplaats te bemachtigen en kwam tot acht doelpunten in de competitie. Na nog twee seizoenen bij de subtopper te hebben gespeeld, was hij toe aan een hoger niveau. Nadat hij in 1990 voor de eerste maal werd verkozen tot Fins voetballer van het jaar, maakte hij de overstap naar de nationale topclub HJK Helsinki. Daar kende hij persoonlijk een succesvol seizoen met zeventien doelpunten uit zevenentwintig wedstrijden en werd hij voor de tweede maal uitgeroepen tot Fins voetballer van het jaar. Ondanks het succes verliet de spits de club uit Helsinki en tekende hij een contract bij MyPa 47. Litmanen kende een geslaagd seizoen want hij won met zijn club de Finse beker. Daarnaast werd hij wederom verkozen tot Fins voetballer van het jaar. Deze eretitel zou hij zeven keer achter elkaar winnen, tot en met 1998.
Litmanen werd beschouwd als een van de grootste talenten van Finland en begon de nationale competitie te ontgroeien. Alleen wanneer hij naar het buitenland zou vertrekken, zou hij kunnen uitgroeien tot een betere voetballer. Al verschillende malen had hij stage gelopen bij diverse Europese clubs maar tot nu toe waren ze nergens overtuigd geweest van zijn kwaliteiten. De talentvolle Fin was al bijna het hele continent afgereisd om zich in de kijker te spelen: Zweden (IFK Göteborg en Malmö FF), Nederland (PSV), Engeland (Leeds United), Zwitserland (Neuchâtel Xamax), België (Racing Genk en Germinal Beerschot) en Spanje (FC Barcelona). In 1992 deed Litmanen echter voor de tweede maal Nederland aan om een stage af te leggen bij Ajax, nadat hij was gescout door Anton Pronk tijdens de finale van de Finse beker. De club was op zoek naar een vervanger voor Dennis Bergkamp, waarvan werd verwacht dat die op korte termijn zou vertrekken. Trainer Louis van Gaal zag het wel zitten in de getalenteerde Fin en de Amsterdammers besloten met hem in zee te gaan. Gedurende de zomer van 1992 kwam Litmanen op huurbasis over naar Amsterdam.

### Ajax (1992-1999)
Het had niet veel gescheeld of Litmanen had nooit zijn opwachting gemaakt voor de Amsterdammers. Twee dagen na zijn aankomst in Nederland had hij op een trainingskamp in Doorwerth assistent-trainer Gerard van der Lem en hersteltrainer Bobby Haarms nog niet weten te overtuigen. Pronk zei echter:

Die jongen komt uit een ander land, een heel andere voetbalcultuur. Geef hem even de tijd. Die woensdag speelde Ajax een oefenduel tegen FC Den Bosch. Ze wonnen met 8-1. Vier goals en vier assists van Litmanen. De rest is geschiedenis.

Op 23 augustus 1992 mocht hij bij Ajax debuteren in het thuisduel tegen Go Ahead Eagles, toen hij in de zevenentachtigste minuut inviel voor Dennis Bergkamp. Mede door de zware concurrentie van diezelfde Bergkamp, kwam Litmanen gedurende zijn eerste seizoen maar tot twaalf optredens in het eerste elftal. Ook scoorde hij maar eenmaal, op 10 maart 1993 in de uitwedstrijd tegen Roda JC. Toch had Litmanen voldoende indruk gemaakt en besloot Ajax hem definitief binnen te halen voor de transfersom van een miljoen gulden.
In de zomer van dat jaar vertrok Bergkamp voor vele miljoenen naar de Italiaanse topclub Internazionale, waardoor de kans op speelminuten ineens een stuk groter werd. De strijd om de positie achter de spitsen ging nu alleen nog maar tussen Litmanen en Dan Petersen. Petersen kreeg in eerste instantie de voorkeur maar raakte al snel geblesseerd, waardoor Litmanen de kans kreeg op een basisplaats. De Fin speelde in het seizoen 1993/94 op de positie van nummer 10 welke op zijn lijf bleek te zijn geschreven. Hij scoorde zesentwintig doelpunten in dertig wedstrijden en kroonde zich hiermee tot topscorer van de Eredivisie. Daarnaast vierde hij het landskampioenschap met Ajax en plaatste de club zich daarmee voor de eerste maal in haar historie voor de UEFA Champions League. Bovendien werd Litmanen dat jaar verkozen tot Nederlands voetballer van het jaar door zijn collega's uit het betaald voetbal. Het zorgde ervoor dat zijn naam steeds vaker werd gescandeerd door het publiek, dat met "Litmanen, oh ooh…Litmanen..ohohooooh" een variant had bedacht op het refrein van de song Volare. Dit was in 1992, tijdens het UEFA Cup-duel tussen Genoa en Ajax, afgekeken van de Italiaanse tifosi. Zij zongen hun spits Tomáš Skuhravý namelijk op dezelfde wijze toe.

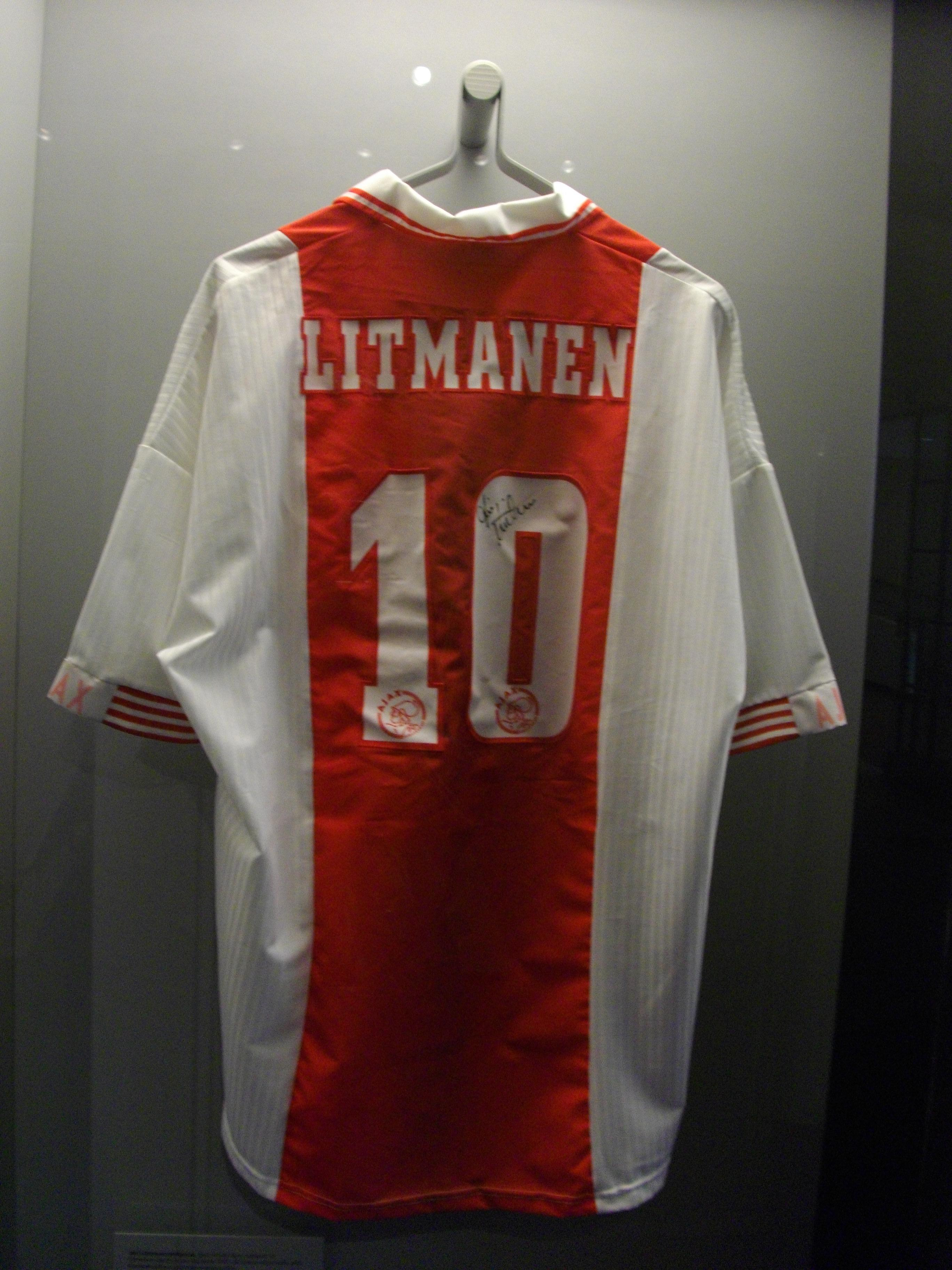
Het Ajaxshirt van Jari Litmanen in het Sportmuseum van Finland.

Het seizoen 1994/95 betekende de definitieve doorbraak van Litmanen bij Ajax, vooral zijn prestaties in de UEFA Champions League waren indrukwekkend. De loting bepaalde dat de Amsterdamse club het in het Europese kampioenenbal zou moeten opnemen tegen AC Milan, Austria Salzburg en AEK Athene. Voor Ajax begon het meteen goed tijdens het eerste duel, waarin het tegenover de Italiaanse kampioen AC Milan kwam te staan. De wedstrijd werd gewonnen door doelpunten van Ronald de Boer en Jari Litmanen. Ook het tweede duel, uit tegen AEK Athene, werd gewonnen met 2-1. Na eerst op achterstand te waren gekomen, bogen Jari Litmanen en Patrick Kluivert de stand om in een overwinning. Hierna volgden twee duels tegen Austria Salzburg. Beide ontmoetingen leverden echter geen winnaar op. In Oostenrijk bleef het 0-0 en in Amsterdam werd het 1-1 door een treffer van de Finse international. Op de vijfde speeldag moest er opnieuw worden afgerekend met AC Milan, alleen ditmaal in het Italië. Wederom wist Ajax met 2-0 te winnen en wéér was Litmanen de doelpuntenmaker geweest, bij de andere treffer kopte Franco Baresi in eigen doel. Voor de laatste groepswedstrijd kwam AEK Athene op bezoek in Amsterdam. Ook de Grieken werden opzij gezet door twee doelpunten van Tarik Oulida. Ajax plaatste zich als groepswinnaar voor de kwartfinale en trof daar Hajduk Split. In de Kroatische hoofdstad bleef het 0-0 maar thuis zorgden Nwankwo Kanu en Frank de Boer voor een 3-0-overwinning. De Amsterdammers gingen door naar de halve finale en moesten het daar opnemen tegen FC Bayern München. Het uitduel bleef onbeslist (0-0) maar in de return werd er gewonnen met een spectaculaire 5-2-eindstand op de scoreborden. Jari Litmanen was opnieuw trefzeker geweest door twee doelpunten te scoren, de overige treffers werden gemaakt door Finidi George, Ronald de Boer en Marc Overmars. Na tweeëntwintig seizoenen stond Ajax weer in de finale van het belangrijkste Europese hoofdtoernooi en trof het daarin opnieuw AC Milan. Litmanen begon het duel in de basis maar werd in de achtenzestigste minuut van het veld gehaald voor de latere Man of the Match Patrick Kluivert. In de vijfentachtigste minuut velde hij het oordeel over AC Milan door een puntertje op aangeven van Frank Rijkaard binnen te schieten. Ajax wist voor de eerste maal de UEFA Champions League te winnen en Litmanen vestigde definitief zijn naam als sleutelspeler van het elftal onder leiding van Van Gaal. Ook nationaal ging het voor de wind: Ajax won zonder een nederlaag te lijden het landskampioenschap. De Amsterdamse club was daarmee de eerste club in de geschiedenis die een compleet seizoen afsloot zonder een verliespartij. Het succesvolle seizoen leverde de Finse spits een derde plaats op in de uitverkiezing voor de Europees voetballer van het jaar, achter George Weah en Jürgen Klinsmann. Toch kende het seizoen ook minder positieve momenten voor Litmanen. Hij verzwikte in twaalf maanden tijd zevenmaal zijn enkel waarbij de oorzaak structureel fysiek bleek te zijn. De enkels van Litmanen hadden te veel laxiteit, wat betekende dat de kapsels rond de gewrichten te ruim waren geworden. De chronische speling die hij had opgelopen, was ontstaan door een opeenvolging van bandletsels. Door zijn fysieke ongemakken zou hij de komende jaren een vaste klant bij hersteltrainer Bobby Haarms worden.
Langzaamaan begon echter al de leegloop bij het Gouden Ajax. Enkele weken na de UEFA Champions League-overwinning vertrokken er reeds vijf spelers. Frank Rijkaard beëindigde zijn actieve carrière, John van den Brom en Peter van Vossen vertrokken naar Istanbulspor, Clarence Seedorf ging naar Sampdoria en Tarek Oulida verliet Ajax voor het Spaanse Sevilla. Litmanen bleef de club echter trouw en raadde spelers aan te blijven: "De sfeer bij Ajax gaat boven het geld van Italië". Zelf stond de Fin in de nadrukkelijke belangstelling van enkele clubs uit datzelfde Italië maar gaf aan geen haast te hebben om te vertrekken: "Beter dan bij Ajax krijg ik het waarschijnlijk nooit, dus ik blijf. Ik heb alles te danken aan Ajax. Dat wil ik de club op deze manier laten weten." De Fin prolongeerde een succesvolle reeks want bij de aanvang van het daaropvolgende seizoen wist hij met zijn club de UEFA Super Cup te winnen ten koste van Europacup II-winnaar Real Zaragoza en de wereldbeker voor clubteams in Tokio ten koste van Copa Libertadores-winnaar Grêmio. Daarnaast werd hij met de Amsterdammers voor de derde keer op rij landskampioen en had hij wederom een groot aandeel in het succes met veertien doelpunten uit zesentwintig wedstrijden. Bovendien schoot de Finse spits Ajax hoogstpersoonlijk naar de finale van de UEFA Champions League door twee treffers te maken tegen Panathinaikos. In de finale tegen Juventus was hij wederom trefzeker en dwong hij zodoende een verlenging af. Uiteindelijk draaide het uit op strafschoppen, waarbij de pogingen van Edgar Davids en Sonny Silooy gekeerd werden door doelman Angelo Peruzzi. De overwinning ging daarmee naar de Italianen en de Ajacieden stonden met lege handen. Litmanen kende echter nog wel een persoonlijk succes want met negen doelpunten uit tien duels werd hij topscorer van het toernooi.
Na deze goede prestaties vertrokken er opnieuw spelers van de gouden generatie: Michael Reiziger en Edgar Davids verruilden de Nederlandse competitie voor de Italiaanse en gingen aan de slag bij AC Milan en Juventus. Nwankwo Kanu tekende een contract bij stadsgenoot Internazionale en Finidi George vertrok naar Betis Sevilla. Litmanen bleef in Amsterdam maar ging mindere tijden tegemoet. Het landskampioenschap ging dat jaar naar PSV en Ajax eindigde slechts als vierde op de ranglijst. In de UEFA Champions League wist de club wel te imponeren maar werd het in de halve finale uitgeschakeld door opnieuw Juventus. Na het enigszins teleurstellende seizoen brak de grootste leegloop aan: trainer Van Gaal vertrok naar FC Barcelona en trok een jaar later de broertjes De Boer aan. Patrick Kluivert en Winston Bogarde kregen een transfer naar AC Milan en Marc Overmars tekende bij Arsenal. Met het vertrek van deze sterkhouders brak er een zware tijd aan voor Ajax. De dubbel werd nog wel gewonnen in het seizoen 1997/98 maar Ajax moest zich de komende seizoenen tevreden stellen met een lagere klassering in de competitie. In 1999 had Litmanen nog wel een persoonlijk succesje door een jaren oud Ajax-record op zijn naam te zetten. In de UEFA Champions League-wedstrijd tegen FC Porto scoorde hij zijn 24e doelpunt in Europees verband waarmee hij clubicoon Johan Cruijff voorbij streefde.
In 1999 vertrokken uiteindelijk de laatste spelers van het elftal dat in 1995 de UEFA Champions League won. Edwin van der Sar verhuisde naar Juventus, Danny Blind maakte een einde aan zijn voetbalcarrière en Jari Litmanen vertrok transfervrij naar FC Barcelona. De laatste prijs die de spits met Ajax binnenhaalde was de Amstel Cup, die op 13 mei 1999 werd gewonnen ten koste van Fortuna Sittard. Drie dagen later, op 16 mei, volgde de afscheidswedstrijd tegen RKC Waalwijk. Het duel werd gewonnen met 2-0 en voor beide doelpunten was Litmanen verantwoordelijk geweest. Aansluitend nam hij samen met Blind emotioneel afscheid van de fans in de Amsterdam ArenA. In de tweehonderdtwaalf officiële duels die de Fin voor de Amsterdammers afwerkte, scoorde hij honderdnegentien doelpunten waarmee hij de productiefste buitenlandse speler van Ajax aller tijden werd.

### FC Barcelona (1999-2001)
Op 11 juni 1999 werd Jari Litmanen officieel gepresenteerd bij de club uit Barcelona, waar hij werd herenigd met zijn voormalige trainer Louis van Gaal en vier oud-ploeggenoten van Ajax (Kluivert, Reiziger en de tweeling De Boer). Naar eigen zeggen was het de beste keuze die hij had kunnen maken: "Ik ken de spelers, ik ken de trainer. Ik denk dat ik het systeem snel aanleer." Lange tijd was het onduidelijk geweest waar de Fin zijn loopbaan zou vervolgen. Begin mei had hij de technische staf en de spelers van Ajax laten weten toe te zijn aan een nieuw avontuur, maar daarbij niet aangegeven waar dat zou gaan plaatsvinden. In maart van dat jaar werd de middenvelder echter al gesignaleerd in Barcelona voor een lichamelijke keuring, waarna het een publiek geheim werd dat de Fin zou vertrekken naar Catalonië. Negen jaar eerder was de Fin al eens eerder in contact gekomen met FC Barcelona toen hij daar destijds een stage afwerkte. Naar eigen zeggen was hij toen nog veel te jong voor de club maar was het een leuke manier van kennismaken geweest.
Louis van Gaal liet weten een basisplaats te hebben weggelegd voor de nieuwe aanwinst: "Litmanen zal centraal in het midden spelen, naast Luis Enrique en Phillip Cocu". Zijn start was vervolgens bemoedigend maar bij de Catalanen kwam hij uiteindelijk niet veel aan spelen toe en verloor hij zijn basisplaats, in eerste instantie als gevolg van blessureleed. Dit was hem niet vreemd want ook bij Ajax had hij daar de laatste seizoenen vaker mee te kampen gehad. In Spanje leverde het hem de bijnaam De Man van Glas op. In zijn tweede seizoen bij de club was hij wel fit genoeg om te spelen maar werd hij niet opgesteld door de nieuwe trainer Llorenç Serra Ferrer. Deze had al vroegtijdig laten weten niet veel gebruik te gaan maken van de middenvelder en andere 'Nederlandse' aankopen van zijn voorganger. Litmanen mocht van de club vertrekken en kon rekenen op flinke belangstelling: "sinds ik op de transferlijst sta, hebben twintig clubs interesse getoond". Vooral Engelse clubs meldden zich maar uiteindelijk bleef het stil rondom de schaduwspits. Litmanen werd dat seizoen nog wel een keer opgenomen in de selectie voor de UEFA Champions League-wedstrijd tegen AC Milan, als beloning voor zijn goede inzet tijdens de training. De beslissing van de trainer had echter vooral te maken gehad met de blessures van Kluivert, Overmars en Dani. Toch besloot Ferrer hem tijdens het duel niet binnen de lijnen te halen. Het was kenmerkend geweest voor het gehele seizoen 2000/01, waarin Litmanen geen enkele competitiewedstrijd voor FC Barcelona speelde. Het Engelse Liverpool toonde niet lang daarna interesse in de aanvaller en nam hem in januari 2001 transfervrij over, ondanks het feit dat het contract van Litmanen nog doorliep tot de zomer van 2002.

### Liverpool (2001-2002)
De overstap naar Liverpool was voor Litmanen een jeugddroom die in vervulling ging. De Fin had er nooit een geheim van gemaakt ooit nog eens bij de Engelse club te willen spelen. Al vanaf jonge leeftijd was hij een groot fan geweest: 

In Finland zagen we alleen Engels voetbal op tv en Liverpool behaalde het ene na het andere succes. Ik heb gewonnen en verloren finales om de FA Cup en de Europacup gezien, plus tientallen competitiewedstrijden. Anfield heeft een prachtig veld en supporters die ongelooflijk veel lawaai kunnen maken. Rood is een mooie kleur voor een shirt, de club heeft altijd goede spelers voortgebracht en het snelle combinatiespel sprak me aan. Nee, het is niet bepaald om een reden dat ik al die jaren Liverpool-fan ben.

 Tijdens de presentatie kreeg hij zijn nieuwe shirt overhandigd met het rugnummer 37. Er was veel verbazing onder de aanwezige pers maar Litmanen legde zijn keuze uit: 3 + 7 = 10. Het rugnummer dat de middenvelder ook droeg bij Ajax, FC Barcelona en het Finse voetbalelftal. Bovendien wilde de nieuwe aanwinst per se een 7 op zijn shirt. Dat was namelijk het rugnummer geweest van zijn twee jeugdidolen bij Liverpool: Kevin Keegan en Kenny Dalglish. Litmanen tekende een contract voor tweeëneenhalf jaar op Anfield, waar ook zijn goede vriend en mede-international Sami Hyypiä onder contract stond. Manager Gérard Houllier was zeer te spreken over de transfer: "We hebben een speler van wereldklasse gecontracteerd, het is een van de opwindendste transfers die we ooit hebben afgerond. Litmanen heeft een reputatie die nauwelijks beter kan" Een week na zijn komst, maakte Litmanen zijn officiële debuut voor Liverpool in de halve finale van de EFL Cup tegen Crystal Palace. De spits begon op de bank maar mocht na een 1-0-achterstand invallen. Al na enkele minuten kreeg hij de kans op 1-1 maar raakte hij de bal volledig verkeerd. Kort daarna viel tegen de verhoudingen in de 2-0 binnen. Liverpool moest aanzetten en wist toch nog een aansluitingstreffer te maken door een assist van Litmanen op Vladimír Šmicer die het vervolgens koelbloedig afmaakte. Drie dagen later maakte hij zijn debuut in de competitie tegen Aston Villa. Zijn eerste doelpunt voor The Reds maakte hij vervolgens een maand later in het duel tegen Sunderland.
In Engeland bleef het blessureleed hem echter niet bespaard. Litmanen stond in februari 2001 enkele weken langs de kant vanwege een kuitblessure en in maart brak hij een botje in zijn pols wat hem opnieuw ruim een maand buitenspel zette. Door verschillende kwetsuren kon hij niet deelnemen aan de finales van de EFL Cup, FA Cup en UEFA Cup, die allemaal door Liverpool werden gewonnen. In de UEFA Cup van 2000/01 speelde Litmanen tien minuten in de heenwedstrijd van de achtste finale tegen AS Roma. In de terugwedstrijd van de halve finale speelde Litmanen zeventien minuten tegen FC Porto. Hij werd wel opgenomen in de selecties voor de FA Charity Shield en de UEFA Super Cup, maar kwam daarbij niet in actie. Het daaropvolgende seizoen kwam hij tot meer optredens voor Liverpool, maar bleven deze vaak beperkt tot invalbeurten. De statistieken wezen echter uit dat wanneer Litmanen speelde, hij vaak wel belangrijk was voor The Reds. De eerste zes wedstrijden waarbij de Fin in de basis stond werden namelijk allemaal gewonnen door Liverpool. Daarnaast had de schaduwspits tweemaal hoogstpersoonlijk gezorgd voor het enige doelpunt van de wedstrijd. Bovendien werd er wanneer Litmanen speelde, statistisch gezien door Liverpool meer gescoord en kreeg het minder doelpunten tegen. Voetbal International verklaarde het als volgt: 

Met zijn techniek, inzicht en passing is juist hij in staat lijn te brengen in het vaak opportunistische spel. Met Litmanen is Liverpool in staat de bal in de ploeg te houden. Bovendien brengt hij zijn ploeggenoten met zijn passing regelmatig in kansrijke positie. En sticht hijzelf met zijn gevoel voor de juiste positie regelmatig gevaar in de vijandige zestienmeter.

 Zijn kwaliteiten vormden echter ook zijn zwakke plek. Voetbal International vervolgt: 

Litmanen is geen goalgetter, wint te weinig duels, is zwak in de lucht en jaagt zijn tegenstander te weinig op. En die eigenschappen heeft Emile Heskey bijvoorbeeld wel. Vandaar dat Houllier ook vaak de voorkeur geeft aan de grote sterke aanvaller. De vraag is echter of die kwaliteiten nodig zijn als je zelf de bal hebt en het spel bepaalt.

In anderhalf jaar tijd kwam hij uiteindelijk maar tot zesentwintig competitiewedstrijden waarvan veertien als invaller. Hij had geen vaste basisplaats weten te veroveren, zelfs niet na het vertrek van Robbie Fowler naar Leeds United in de winterstop. Tijdens de zomer van 2002 trok Liverpool El Hadji Diouf aan als nieuwe spits en daarmee werd de concurrentie voor Litmanen opnieuw groter. Liverpool had immers al drie andere spitsen: Emile Heskey, Michael Owen en Milan Baroš. Litmanen had nooit geklaagd over zijn geringe aantal speelminuten maar gaf in The Sun wel openlijk toe "zich doodongelukkig te voelen". Liverpool nam daarop het besluit om Litmanen transfervrij te laten vertrekken. Enkele toonaangevende supporterssites van Liverpool spraken massaal hun ongenoegen uit over de beslissing om de Finse schaduwspits zomaar te laten gaan. Volgens hen was Litmanen "een van de meest creatieve spelers op de Engelse velden die van Gérard Houllier nooit een serieuze kans had gekregen zich te profileren". Een vertrek leek aanstaande en het Turkse Galatasaray leek een van de belangrijkste gegadigden. Litmanen kreeg toestemming om met de club te gaan praten maar ging niet op het aanbod in, hij besloot zijn contract bij Liverpool uit te dienen. Diezelfde maand kwam Ajax echter met een aanbod waar de oud-speler niet lang over na hoefde te denken. Ondanks het lagere salaris besloot Litmanen terug te keren naar zijn voormalig werkgever, waarna de deal binnen drie dagen was beklonken.

### Ajax (2002-2004)
Trainer Ronald Koeman bleek Litmanen in juni van dat jaar al te hebben gepolst over een eventuele terugkomst maar dat bleek toen niet haalbaar. De Fin werd in augustus transfervrij overgenomen en tekende een contract voor een jaar en tien maanden tot medio 2004. In eerste instantie waren er nog problemen omdat Ajax Litmanen wilde vastleggen voor de duur van vier maanden om daarna verder te kijken naar een eventuele verlenging van het contract. De KNVB keurde dit goed omdat men dacht dat er sprake zou zijn van een huurovereenkomst. Het bleek echter om een definitieve overgang te gaan en in dat geval schreven de transferregels voor dat er een contract van minimaal een jaar overeen diende te worden gekomen. Beide partijen besloten daarom een overeenkomst te tekenen voor een langere termijn met daarin twee evaluatiemomenten.
Tijdens de officiële presentatie op 9 september 2002 kreeg de voormalig nummer 10 zijn nieuwe shirt uitgereikt met ditmaal rugnummer 20. Koeman verklaarde dat hij de routinier had teruggehaald naar Amsterdam om als leermeester te dienen voor de jeugdige talentvolle selectie. Hij diende zijn ervaring over te brengen op jonge spelers als Rafael van der Vaart (19), Steven Pienaar (20) en Wesley Sneijder (18). Aansluitend volgde de eerste training waar het een drukte van belang was. Ruim duizend supporters vierden de terugkomst van Litmanen als die van een verloren zoon. De Fin bleek nog steeds immens populair bij het publiek, dat uit heel Nederland was toegestroomd om een glimp op te vangen van de nieuwe aanwinst. Aanvankelijk was de Fin gehaald als een versterking voor de breedte maar enkele dagen later, op 14 september, maakte Litmanen zijn rentree op de Nederlandse velden als basisspeler in de competitiewedstrijd tegen FC Zwolle, als gevolg van een blessure bij Van der Vaart. Niet veel later maakte hij zijn eerste treffer, op 6 oktober in De Klassieker tegen Feyenoord scoorde hij het winnende doelpunt. Twee weken later was hij opnieuw trefzeker in de thuiswedstrijd tegen AZ. Litmanen bleek opnieuw van onschatbare waarde en leek de vorm van zijn beste Ajax-jaren weer te hebben herpakt. Mede door twee van zijn doelpunten werd de club uit Alkmaar met 6-2 verslagen. Ook in de UEFA Champions League bleek zijn technische bagage goed van pas te komen. Ondanks dat Litmanen al vroeg in het seizoen een hamstringblessure opliep en daardoor veel wedstrijden uit de eerste groepsfase miste, kwam hij wel in actie tijdens de tweede groepsfase. In december, tijdens de onderlinge confrontatie tegen AS Roma, maakte hij als invaller het beslissende doelpunt, waarmee hij zijn Ajax-record verder aanscherpte tot vijfentwintig doelpunten in Europees verband. Een maand later, tijdens zijn eerste evaluatiegesprek, stond de speler echter alweer buitenspel met een achillespeesblessure. Ondanks enkele belangrijke doelpunten had Koeman laten weten dat hij de inbreng van Litmanen tot dan toe te beperkt vond. Hij had gehoopt dat de Finse international tijdens de trainingen van meerwaarde had kunnen zijn voor de jonge spelers maar kwam tot de conclusie dat Litmanen al genoeg aan zichzelf had. Door de kwetsuur stond de middenvelder vier maanden langs de kant maar plaatste Ajax zich ondertussen wel voor de kwartfinale. Op 8 april stond het tegenover AC Milan thuis in de eigen ArenA. Inmiddels was Litmanen hersteld van zijn blessure en was hij net op tijd fit om zijn opwachting te kunnen maken tijdens de belangrijke wedstrijd. Het duel eindigde doelpuntloos en Litmanen had alleen het laatste kwartier gespeeld nadat hij in was gevallen voor Zlatan Ibrahimović. Twee weken later was de return in het San Siro waar de beslissing zou vallen. Litmanen kwam tijdens die wedstrijd opnieuw in actie toen hij in de zesenveertigste minuut werd gewisseld voor Jelle Van Damme. Zijn inbreng werd als volgt omschreven:

De wissel van Jari Litmanen ten koste van Jelle van Damme deed de wedstrijd kantelen. De geroutineerde Fin gaf het te lichte Ajax-middenveld met Sneijder, Yakubu, O'Brien en Pienaar body en daarmee het initiatief. Het begon te lopen, de bal ging rond en er kwam meer beweging in. Zo kwamen er meerdere kansen en kon Litmanen in de drieënzestigste minuut gelijkmaken. In de achtenzeventigste minuut kwam Ajax opnieuw op gelijke hoogte. De Amsterdammers konden rondtikken op de helft van AC Milan. Dat het doelpunt van Tomasson Ajax alsnog de das omdeed, doet weinig af aan de prestatie van Litmanen en Ajax in het algemeen. Jari Litmanen bewijst dat hij nog steeds de beste speler van het veld kan zijn in een wedstrijd op dit niveau.

 Diezelfde maand kwam de technische staf van Ajax tot het besluit om langer met Litmanen door te gaan. Koeman verklaarde:"'In fitte toestand is Jari Litmanen een absolute aanwinst voor dit Ajax. Wij willen graag dat hij bij Ajax blijft, maar je weet dat hij dit seizoen weinig rendement heeft opgeleverd". In mei werden vervolgens de laatste formaliteiten afgerond zodat de Fin in ieder geval nog tot de zomer van 2004 onder contract zou staan. Ajax sloot het seizoen uiteindelijk af op de tweede plaats met een punt achterstand op kampioen PSV.
Tijdens de zomerstop vertrok aanvoerder Cristian Chivu vervolgens naar AS Roma waarna Koeman het aanvoerderschap overdroeg aan Litmanen. De trainer achtte hem daarvoor geschikt omdat de middenvelder, gezien zijn leeftijd en overwicht, een aanspreekpunt binnen de groep was geworden. De voorbereidingen op het nieuwe seizoen verliepen vooral voor Litmanen voorspoedig totdat hij in augustus opnieuw een kwetsuur op aan zijn achillespees opliep. Als gevolg daarvan miste hij de beide onderlinge confrontaties tegen Grazer AK in de derde voorronde UEFA Champions League. Desondanks plaatsten de Amsterdammers zich wel voor het hoofdtoernooi maar konden ze daar zelden rekenen op Litmanen. Het hele seizoen kwakkelde hij met zijn fysieke gesteldheid, waardoor hij tot maar zes competitiewedstrijden kwam en drie wedstrijden in de UEFA Champions League. Zijn afwezigheid was vooral te wijten aan kuit- en hamstringblessures. Eind maart 2004 kwam Ajax tot het besluit om het contract van de middenvelder niet te verlengen waardoor er een einde kwam aan zijn carrière bij de Amsterdammers. Het feit dat de Fin zo vaak geblesseerd was geweest, lag ten grondslag aan de beslissing om de samenwerking na het lopende seizoen te verbreken. Tijdens de persconferentie op 2 april, bleek dat Litmanen begrip had voor de beslissing van Ajax: "Het is een feit dat ik veel geblesseerd geweest ben. Ik heb veel meegemaakt in het voetbal waar helemaal geen reden voor was. In dit geval zie ik de reden die Ajax heeft voor hun besluit." De 33-jarige middenvelder gaf aan dat hij nog niet dacht aan stoppen met voetballen maar dat hij nog geen besluit had genomen over waar hij zijn loopbaan zou voortzetten. Na de persconferentie werd hij omschreven als "een van de beste voetballers die ooit het Ajax-shirt heeft gedragen". Een week later werd het contract met Ajax op initiatief van Litmanen per direct ontbonden waardoor hij de gelegenheid kreeg om op zoek te gaan naar een andere club. De Finse competitie startte namelijk al begin mei waardoor hij in de gelegenheid werd gesteld om een contract af te dwingen bij FC Lahti. Dit lukte hem want op 13 april werd bekend dat hij voor de duur van een seizoen zou tekenen bij de Finse club. Litmanen kwam bij Ajax uiteindelijk tot tweehonderdtweeënvijftig officiële optredens waarin hij honderdtweeëndertigmaal scoorde voor de Amsterdammers.

### FC Lahti (2004)
Na twaalf jaar in het buitenland te hebben gevoetbald, keerde Litmanen in 2004 terug naar zijn geboorteplaats waar hij ging voetballen bij het gelijknamige FC Lahti. De club was in 1996 opgericht na een fusie tussen Litmanens oude club FC Lahti en Kuusysi Lahti. Kuningas, zoals hij in Finland werd genoemd, bleek in eigen land nog een ongekende populariteit te genieten want voetbalshirts van de ex-Ajacied bleken niet aan te slepen. De website van de club meldde dat de interesse te groot was om aan alle aanvragen te kunnen voldoen. Op 3 mei 2004 maakte hij zijn rentree op de Finse velden in de finale van de Liigacup tegen AC Allianssi. Het duel eindigde in een 2-2 gelijkspel waarna Lahti uiteindelijk verloor met strafschoppen. Door opnieuw enkele blessures kwam de nieuwe aanwinst tijdens het seizoen tot elf optredens in de competitie waarin hij drie keer scoorde. FC Lahti eindigde nog net in het linker rijtje, op een zevende plaats. Toen in oktober het seizoen voorbij was besloot de club echter niet verder te gaan met de middenvelder, waardoor hij op zoek mocht naar een nieuwe club. Om in conditie te blijven totdat hij een nieuwe club zou vinden, besloot hij contact op te nemen met zijn oude club Ajax. Zij stemden in met zijn verzoek en daarom mocht de middenvelder meetrainen bij Jong Ajax, dat onder leiding stond van zijn oud-ploeggenoten John van den Brom en Fred Grim. Eind december bleek Litmanen zich, volgens de media, te hebben aangeboden bij het Italiaanse Livorno en werden er onderhandelingen gestart met de nummer 11 van de Serie A. In januari 2005 werd echter duidelijk dat de Fin niet naar Italië maar naar Duitsland zou vertrekken.

### Hansa Rostock (2005)
Vier dagen voor het einde van de transferperiode legde Hansa Rostock de blessuregevoelige schaduwspits vast, dat destijds bivakkeerde op de zeventiende plaats in de Bundesliga. Litmanen tekende een contract voor anderhalf jaar, maar dit zou worden ontbonden indien de club dat seizoen zou degraderen. Op 5 februari debuteerde hij voor de Oost-Duitsers in de thuiswedstrijd tegen Schalke 04. Schalke stond op dat moment tweede en mocht geen punten verliezen, omdat het anders de aansluiting met FC Bayern München zou verliezen. Hansa streed echter tegen degradatie en moest dus ook vechten voor ieder punt. Litmanen speelde de volle negentig minuten en groeide uit tot de Man of the Match. Met drie kansen op een doelpunt en een assist, leidde hij de ploeg naar een knap 2-2 gelijkspel. Het was voor de middenvelder pas de eerste wedstrijd in vier maanden tijd. Vervolgens speelde hij bijna alle wedstrijden in de tweede competitiehelft en kwam hij daarbij eenmaal tot scoren. Desondanks degradeerde Hansa Rostock waarmee het contract met Litmanen werd ontbonden.

### Malmö FF (2005-2007)
De 34-jarige Fin dacht nog niet aan stoppen en vond tijdens de zomerstop een nieuwe club. Hij tekende een contract tot het einde van het jaar bij de Zweedse kampioen Malmö FF, waar hij de opvolger werd van de naar Ajax vertrokken Markus Rosenberg. Het seizoen verliep voor Litmanen teleurstellend: hij bracht het slechts tot twee competitiewedstrijden en een doelpunt. Zijn club eindigde vervolgens op de vijfde plaats in de competitie. Toch besloot de middenvelder in februari 2006 zijn contract nog een jaar te verlengen bij de club. Hij had namelijk goede hoop dat het komende jaar beter zou gaan waardoor de club mee zou kunnen strijden om het kampioenschap. Tijdens het seizoen 2005 werd er echter nog slechter gepresteerd dan het jaar daarvoor: de club eindigde als achtste op de ranglijst. Desondanks verlengde Litmanen begin 2007 zijn contract opnieuw waardoor hij nog een jaar verbonden werd aan de club uit Malmö. Hij kwam echter niet veel aan spelen toe want opnieuw raakte hij geblesseerd. Hij verscheen daardoor vaker in de media vanwege zijn fysieke ongemakken dan zijn sportieve prestaties. Vooral de oorzaken van zijn blessures waren opmerkelijk te noemen. In 2007 liep hij tegen een rugblessure aan toen hij op de boerderij van zijn ouders een glas melk naar zijn zoontje wilde brengen en daarbij uitgleed van de trap. Een jaar eerder liep hij een beschadiging aan zijn netvlies op toen een kurk te snel uit de fles was gevlogen. In juli 2007 liep hij opnieuw een kwetsuur op aan zijn achillespees waardoor hij zeker vier maanden was uitgeschakeld. Litmanen besloot daarop zijn contract bij Malmö FF te laten ontbinden omdat hij dat seizoen geen wedstrijd meer zou kunnen spelen. De Finse international bracht het uiteindelijk maar tot tien competitieduels in twee jaar tijd voor de Zweedse club.

### Fulham (2008)
Op 31 januari werd bekend dat Litmanen voor de tweede keer een Engels avontuur zou aangaan. Hij tekende een contract voor een half jaar bij Fulham dat onder leiding stond van manager Roy Hodgson. De twee kenden elkaar goed want Hodgson was jarenlang de trainer geweest van het Finse voetbalelftal. De schaduwspits moest met zijn ervaring de club behoeden voor degradatie want The Cottagers stonden destijds op de zeventiende plaats. Het debuut van de Fin liet echter lange tijd op zich wachten. Periodes waarin hij fit was, wisselden zich snel af met periodes van blessures. Manager Hodgson begon in maart te twijfelen aan zijn selectieve fitheid: "Jari heeft nog geen tien procent van de trainingen afgemaakt sinds zijn komst in januari. Hij heeft nog geen wedstrijd afgewerkt in het shirt van Fulham, maar wel twee interlands gespeeld voor Finland. Jari is vreemd genoeg geblesseerd en zijn fitte periodes vallen toevallig samen met de wedstrijden van het Finse elftal". Uiteindelijk maakte hij op 1 april zijn debuut in het beloftenelftal van de Engelse club tegen Tottenham Hotspur en kwam daarbij meteen tot scoren. Tijdens het duel werkte hij een vrije trap tegen de netten, maar wist hij daarmee niet te voorkomen dat de wedstrijd werd verloren met 3-1. Eind april leek het er op dat de Fin zou gaan debuteren in de hoofdmacht maar toen liep hij tegen een bizar blessuregeval op: tijdens de training werd er keihard een bal tegen zijn achterhoofd geschoten door een ploeggenoot. Litmanen ging meteen onderuit en diende hier een week van bij te komen. Manager Hodgson zei na het incident: "Litmanen is de meest onfortuinlijke persoon die ik ooit ben tegengekomen in het voetbal. Toen ik me voor het eerst meldde bij de bond stond ik naast de Malmö-directeur. Die opende een blikje cola en het lipje schoot in het oog van Jari". Een vervolg kwam er niet want eind mei kreeg Litmanen te horen dat zijn aflopende contract niet zou worden verlengd. De Man van Glas speelde zodoende geen enkele wedstrijd in het eerste elftal van Fulham.

### FC Lahti (2008-2011)
De 37-jarige Litmanen dacht nog niet aan ophouden en tekende in augustus 2008 een nieuw contract bij FC Lahti. Hij had al enkele weken mee getraind met zijn oude club en had zodoende de trainer weten te overtuigen. Enkele dagen later maakte hij meteen zijn rentree tijdens de competitiewedstrijd tegen KuPS. Tien minuten na rust werd hij ingebracht en bleek hij meteen van waarde te zijn. De schaduwspits was verantwoordelijk voor twee treffers en leverde twee assists waardoor FC Lahti uiteindelijk met 8-1 won, een clubrecord. De prestatie van Litmanen kon opvallend worden genoemd want hij had sinds 21 september 2006 geen enkele officiële clubwedstrijd meer gespeeld. De rest van het seizoen speelde hij nog vijf wedstrijden, waarin hij een doelpunt scoorde.
In Finland hoefde de spits niet meer tijdens iedere competitiewedstrijd op te draven, maar kon hij naar eigen goeddunken spelen en trainen. Hij werd vooral nog gebruikt tijdens belangrijke wedstrijden. Zo speelde hij in 2009 enkele keren in de voorronde van de UEFA Europa League. Daar liet Litmanen nog steeds zien dat hij vaak de beste van het veld is en regelmatig beslissend kan zijn. Zo verzorgde hij onder andere drie assists in de wedstrijd tegen Dinamo Tirana en maakte hij een belangrijk doelpunt tegen Gorica waardoor Lahti doordrong tot de derde voorronde. Daar eindigde uiteindelijk het Europese avontuur, Club Brugge dat onder leiding stond van Adrie Koster, bleek over twee wedstrijden gezien te sterk. Litmanen kwam uiteindelijk tot 13 optredens in de competitie en eindigde met zijn club op de 11e plaats.
Op 15 april 2010 verlengde Litmanen zijn contract bij FC Lahti tot het einde van het seizoen. Ondanks het feit dat hij geen basisspeler meer was, wilde hij zijn loopbaan nog niet afsluiten. Het seizoen 2010 verliep echter teleurstellend, Litmanen kwam wel eenentwintig keer in actie, maar FC Lahti eindigde als laatste in de competitie. Daarmee degradeerde de club van de Veikkausliiga naar de Ykkönen. Daar leek Litmanen zijn loopbaan te gaan beëindigen, maar niets bleek minder waar. Tijdens de voorbereidingen op het nieuwe seizoen in maart 2011, reisde de middenvelder met landskampioen HJK Helsinki af naar Spanje voor een trainingskamp. Litmanen overtuigde de technische staf en dwong een nieuw eenjarig contract af.

### HJK Helsinki (2011)
Op 20 april 2011 werd de overgang officieel beklonken en keerde Litmanen na twintig jaar terug bij de Finse topclub waar hij begin jaren negentig al eens onder contract had gestaan. Als reden gaf Litmanen aan dat het reizen tussen zijn woonplaats Tallinn en Lahti voor hem ondoenlijk was geworden en dat hij met zijn overstap op het hoogste niveau actief zou blijven.
Door het verworven landskampioenschap kon HJK zich in de zomer kwalificeren voor de groepsfase van de UEFA Champions League. Na twee ruime overwinningen op Bangor City (3-0 en 11-0), bleek Dinamo Zagreb echter een maatje te groot. HJK kon zich daarna nog plaatsen voor de groepsfase van de UEFA Europa League, maar het Schalke 04 van Klaas-Jan Huntelaar voorkwam dit. Hoewel de Finse club zichzelf in eigen huis een comfortabele uitgangspositie had bezorgd met een 2-0-overwinning, ging het in de return op Duitse bodem mis. Mede door vier doelpunten van Huntelaar verloor HJK met 6-1, waarmee het werd uitgeschakeld in Europa. Als gevolg van een blessure had Litmanen tijdens de Europese campagne alleen tijdens de dubbele confrontatie met Schalke 04 kunnen meespelen. Enkele weken later was de bijdrage van Litmanen groter, toen hij zijn club in de finale van de Finse beker op voorsprong bracht tegen KuPS. Het duel eindigde na verlenging in een 2-1-overwinning, waardoor HJK beslag legde op de elfde nationale beker uit de clubhistorie. Ruim een week later werd de dubbel gevierd, toen HJK zich vijf wedstrijden voor het einde van de competitie kroonde tot landskampioen. Ondanks zijn rijke voetbalverleden, was het pas Litmanens eerste landskampioenschap in Finland. Tevens werd hij de oudste actieve voetballer ooit in Finland die deze eer ten deel viel.

### Wedstrijden en doelpunten
| Seizoen         | Club            | Land               | Competitie       | Competitie | Competitie | Beker | Beker | Internationaal | Internationaal | Totaal | Totaal |
| Seizoen         | Club            | Land               | Competitie       | Wed.       | Dlp.       | Wed.  | Dlp.  | Wed.           | Dlp.           | Wed.   | Dlp.   |
| --------------- | --------------- | ------------------ | ---------------- | ---------- | ---------- | ----- | ----- | -------------- | -------------- | ------ | ------ |
| 1987            | FC Lahti        | Vlag van Finland   | Veikkausliiga    | 9          | 0          | 1     | 0     | 0              | 0              | 10     | 0      |
| 1988            | FC Lahti        | Vlag van Finland   | Veikkausliiga    | 26         | 8          | 4     | 0     | 0              | 0              | 30     | 8      |
| 1989            | FC Lahti        | Vlag van Finland   | Veikkausliiga    | 25         | 6          | 4     | 2     | 0              | 0              | 29     | 8      |
| 1990            | FC Lahti        | Vlag van Finland   | Veikkausliiga    | 26         | 14         | 3     | 0     | 0              | 0              | 29     | 14     |
| Club totaal     | Club totaal     | Club totaal        | Club totaal      | 86         | 28         | 12    | 2     | 0              | 0              | 98     | 30     |
| 1991            | HJK Helsinki    | Vlag van Finland   | Veikkausliiga    | 27         | 16         | 0     | 0     | 2              | 0              | 29     | 16     |
| Club totaal     | Club totaal     | Club totaal        | Club totaal      | 27         | 16         | 0     | 0     | 2              | 0              | 29     | 16     |
| 1992            | MyPa            | Vlag van Finland   | Veikkausliiga    | 18         | 7          | 6     | 4     | 0              | 0              | 24     | 11     |
| Club totaal     | Club totaal     | Club totaal        | Club totaal      | 18         | 7          | 6     | 4     | 0              | 0              | 24     | 11     |
| 1992/93         | Ajax            | Vlag van Nederland | Eredivisie       | 12         | 1          | 1     | 0     | 1              | 0              | 14     | 1      |
| 1993/94         | Ajax            | Vlag van Nederland | Eredivisie       | 30         | 26         | 3     | 4     | 5              | 4              | 38     | 34     |
| 1994/95         | Ajax            | Vlag van Nederland | Eredivisie       | 27         | 17         | 4     | 2     | 11             | 6              | 42     | 25     |
| 1995/96         | Ajax            | Vlag van Nederland | Eredivisie       | 26         | 14         | 2     | 0     | 12             | 9              | 40     | 24     |
| 1996/97         | Ajax            | Vlag van Nederland | Eredivisie       | 16         | 6          | 1     | 0     | 7              | 2              | 24     | 8      |
| 1997/98         | Ajax            | Vlag van Nederland | Eredivisie       | 25         | 16         | 3     | 4     | 6              | 2              | 35     | 22     |
| 1998/99         | Ajax            | Vlag van Nederland | Eredivisie       | 23         | 11         | 5     | 1     | 4              | 1              | 32     | 13     |
| Club totaal     | Club totaal     | Club totaal        | Club totaal      | 159        | 91         | 19    | 11    | 46             | 23             | 224    | 126    |
| 1999/00         | FC Barcelona    | Vlag van Spanje    | Primera División | 21         | 3          | 3     | 1     | 5              | 0              | 29     | 4      |
| 2000/01         | FC Barcelona    | Vlag van Spanje    | Primera División | 0          | 0          | 0     | 0     | 0              | 0              | 0      | 0      |
| Club totaal     | Club totaal     | Club totaal        | Club totaal      | 21         | 3          | 3     | 1     | 5              | 0              | 29     | 4      |
| 2000/01         | Liverpool       | Vlag van Engeland  | Premier League   | 5          | 1          | 4     | 1     | 2              | 0              | 11     | 2      |
| 2001/02         | Liverpool       | Vlag van Engeland  | Premier League   | 21         | 4          | 2     | 0     | 9              | 3              | 32     | 7      |
| Club totaal     | Club totaal     | Club totaal        | Club totaal      | 26         | 5          | 6     | 1     | 11             | 3              | 43     | 9      |
| 2002/03         | Ajax            | Vlag van Nederland | Eredivisie       | 14         | 5          | 1     | 0     | 7              | 2              | 22     | 7      |
| 2003/04         | Ajax            | Vlag van Nederland | Eredivisie       | 6          | 0          | 0     | 0     | 3              | 0              | 9      | 0      |
| Club totaal     | Club totaal     | Club totaal        | Club totaal      | 179        | 96         | 20    | 11    | 56             | 26             | 255    | 133    |
| 2004            | FC Lahti        | Vlag van Finland   | Veikkausliiga    | 11         | 3          | 1     | 0     | 0              | 0              | 12     | 3      |
| Club totaal     | Club totaal     | Club totaal        | Club totaal      | 97         | 31         | 13    | 2     | 0              | 0              | 100    | 33     |
| 2004/05         | Hansa Rostock   | Vlag van Duitsland | Bundesliga       | 13         | 1          | 1     | 0     | 0              | 0              | 14     | 1      |
| Club totaal     | Club totaal     | Club totaal        | Club totaal      | 13         | 1          | 1     | 0     | 0              | 0              | 14     | 1      |
| 2005            | Malmö FF        | Vlag van Zweden    | Allsvenskan      | 2          | 1          | 0*    | 0*    | 3              | 0              | 5      | 1      |
| 2006            | Malmö FF        | Vlag van Zweden    | Allsvenskan      | 8          | 2          | 0*    | 0*    | 0              | 0              | 8      | 2      |
| 2007            | Malmö FF        | Vlag van Zweden    | Allsvenskan      | 0          | 0          | 0*    | 0*    | 0              | 0              | 0      | 0      |
| Club totaal     | Club totaal     | Club totaal        | Club totaal      | 10         | 3          | 0*    | 0*    | 3              | 0              | 13     | 3      |
| 2007/08         | Fulham          | Vlag van Engeland  | Premier League   | 0          | 0          | 0     | 0     | 0              | 0              | 0      | 0      |
| Club totaal     | Club totaal     | Club totaal        | Club totaal      | 0          | 0          | 0     | 0     | 0              | 0              | 0      | 0      |
| 2008            | FC Lahti        | Vlag van Finland   | Veikkausliiga    | 6          | 3          | 0     | 0     | 0              | 0              | 6      | 3      |
| 2009            | FC Lahti        | Vlag van Finland   | Veikkausliiga    | 13         | 2          | 5     | 1     | 6              | 1              | 24     | 4      |
| 2010            | FC Lahti        | Vlag van Finland   | Veikkausliiga    | 21         | 5          | 2     | 0     | 0              | 0              | 23     | 5      |
| Club totaal     | Club totaal     | Club totaal        | Club totaal      | 137        | 41         | 20    | 3     | 6              | 1              | 163    | 45     |
| 2011            | HJK Helsinki    | Vlag van Finland   | Veikkausliiga    | 18         | 1          | 2     | 1     | 2              | 0              | 22     | 2      |
| Club totaal     | Club totaal     | Club totaal        | Club totaal      | 45         | 17         | 2     | 1     | 4              | 0              | 51     | 18     |
| Carrière totaal | Carrière totaal | Carrière totaal    | Carrière totaal  | 449        | 173        | 59    | 21    | 88             | 30             | 596    | 224    |

- Beker: alle nationale bekertoernooien alsook de supercups (cijfers van de Zweedse beker ontbreken)
- Internationaal: alle Europese bekertoernooien alsook de Europese supercup en Wereldbeker
- Deze tabel is bijgewerkt tot en met de wedstrijd HJK Helsinki - FC Haka (5-2) op 29 oktober 2011.[105][106][107][108][109][110][111]

## Interlandloopbaan

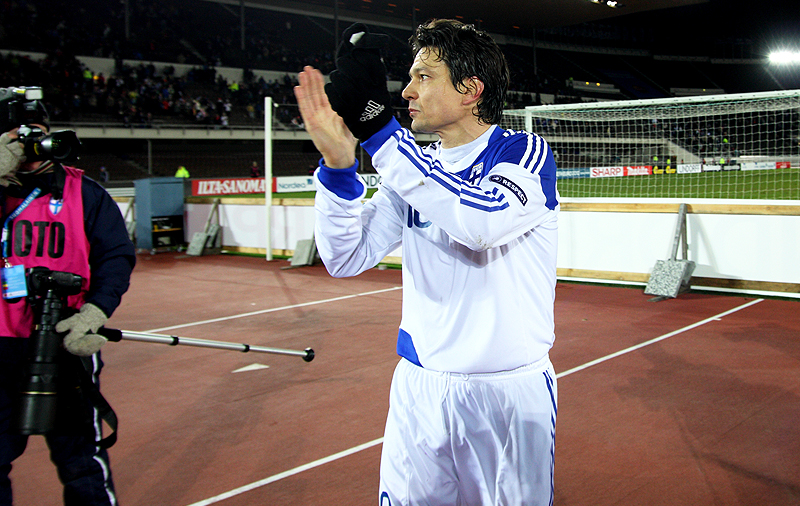
Litmanen na zijn laatste interlandwedstrijd tegen San Marino, in november 2010.

Jari Litmanen maakte zijn debuut voor de Finse nationale ploeg op 22 oktober 1989 in een vriendschappelijke uitwedstrijd tegen Trinidad en Tobago (1-0 winst), net als Jukka Turunen en Jarmo Saastamoinen. Pas twee jaar later, op 16 mei 1991, wist hij voor de eerste maal te scoren in de EK-kwalificatiewedstrijd tegen Malta (2-0 winst). Sindsdien begon hij een steeds belangrijkere rol te krijgen binnen het elftal. Er kan wel worden gezegd dat hij vanaf midden jaren negentig de sleutelspeler van het team was geworden en dat zeker voor de komende tien jaar bleef.
Op 30 april 2003, tijdens zijn tweeëntachtigste interlandwedstrijd, scoorde hij zijn tweeëntwintigste doelpunt voor het Finse elftal waarmee hij de topscorer aller tijden werd. Hij nam het record over van Ari Hjelm die op dat moment nog wel de recordinternational was met honderd optredens voor het nationale elftal. Dat record verbrak Litmanen echter ook toen hij op 1 maart 2006 zijn honderdeneerste interland tegen Wit-Rusland speelde. Ondanks de vele interlands, ontbreekt een EK- of WK-optreden op de palmares van Litmanen. Litmanen zei hierover: 

Het probleem is dat voetbal overal wordt gespeeld en wij een klein voetballand zijn. Wij komen altijd terecht bij twee grote ploegen. Op een dag kunnen wij van iedereen winnen, maar over twaalf wedstrijden komen die verschillen altijd weer boven. Dan komen we kwaliteit tekort.

In de herfst van zijn carrière verbrak Litmanen nog het record als oudste doelpuntenmaker in een EK-kwalificatiewedstrijd. Op 18 november 2010 benutte hij een strafschop tegen San Marino, waarmee hij de Ier John Aldridge voorbij streefde. Litmanen was op dat moment negenendertig jaar en tweehonderdzeventig dagen, Aldridge scoorde zijn laatste doelpunt toen hij zevenendertig jaar en drieëntwintig dagen oud was. Achteraf bleek dat dit tevens de laatste interland van Litmanens interlandloopbaan te zijn. Na het ontslag van bondscoach Stuart Baxter in november 2010, besloten zijn opvolgers de recordinternational niet meer op te roepen voor het Finse elftal. Op 8 september 2012 kreeg Litmanen samen met een reeks andere oud-internationals, waaronder Sami Hyypiä, Teemu Tainio, Mika Nurmela, Joonas Kolkka en Juha Reini een afscheidsduel aangeboden. Het Finse team speelde die avond tegen een wereldelftal, waarbij onder meer Ronald de Boer, Boudewijn Zenden en André Ooijer in actie kwamen. Door onder meer één doelpunt van Litmanen won het Finse elftal de erewedstrijd van 70 minuten met 5-2.

### Wedstrijden en doelpunten
| Nationaal elftal | Type interland                  | Wedstrijden | Doelpunten |
| ---------------- | ------------------------------- | ----------- | ---------- |
| Finland          | EK 1992 kwalificatiewedstrijden | 8           | 1          |
| Finland          | WK 1994 kwalificatiewedstrijden | 10          | 1          |
| Finland          | EK 1996 kwalificatiewedstrijden | 8           | 4          |
| Finland          | WK 1998 kwalificatiewedstrijden | 6           | 3          |
| Finland          | EK 2000 kwalificatiewedstrijden | 6           | 1          |
| Finland          | WK 2002 kwalificatiewedstrijden | 8           | 2          |
| Finland          | EK 2004 kwalificatiewedstrijden | 5           | 0          |
| Finland          | WK 2006 kwalificatiewedstrijden | 6           | 1          |
| Finland          | EK 2008 kwalificatiewedstrijden | 8           | 3          |
| Finland          | WK 2010 kwalificatiewedstrijden | 9           | 1          |
| Finland          | EK 2012 kwalificatiewedstrijden | 3           | 1          |
| Finland          | Vriendschappelijk               | 60          | 14         |
| Totaal           | Totaal                          | 137         | 32         |

Bijgewerkt tot 17 november 2011

## Erelijst
MyPa
- Suomen Cup: 1992

 Ajax
- Intercontinental Cup: 1995
- UEFA Champions League: 1994/95
- UEFA Super Cup: 1995
- Eredivisie: 1993/94, 1994/95, 1995/96, 1997/98
- KNVB beker / Amstel Cup: 1992/93, 1997/98, 1998/99
- PTT Telecom Cup / Nederlandse Supercup: 1993, 1994, 1995

 Liverpool
- UEFA Cup: 2000/01
- UEFA Super Cup: 2001
- FA Charity Shield: 2001
- Football League Cup: 2000/01
- FA Cup: 2000/01

 HJK Helsinki
- Veikkausliiga: 2011
- Suomen Cup: 2011

 Finland
- Noords Kampioenschap: 2000/01

Individueel
- Fins Talent van het Jaar: 1988
- Fins voetballer van het jaar: 1990, 1992, 1993, 1994, 1995, 1996, 1997, 1998, 2000
- Fins Sportman van het jaar: 1995
- Nederlands voetballer van het jaar: 1993
- Topscorer Eredivisie: 1993/94
- Europees voetballer van het jaar, 8e plaats: 1994
- Europees voetballer van het jaar, 3e plaats: 1995
- Topscorer UEFA Champions League: 1995/96
- Golden Player van Finland: 2003
- Nummer 53 AFS top 100 aller tijden: 2007

Persoonlijke records
- Meeste Europese doelpunten aller tijden bij Ajax
- Productiefste buitenlandse speler aller tijden bij Ajax
- Meeste interlands voor het Finse nationale elftal
- Topscorer aller tijden van het Finse nationale elftal
- Oudste doelpuntenmaker in een EK-kwalificatiereeks

## Privéleven

### Jeugdjaren
Jari Litmanen werd geboren in Lahti en kwam daar voort uit een voetbalfamilie. Zijn vader Olavi Litmanen was profvoetballer bij FC Lahti en kortstondig international van het Finse elftal waar hij vijf keer zijn opwachting mocht maken. Ook zijn moeder Liisa speelde bij Reipas, op het hoogste niveau bij het dameselftal. Al op jonge leeftijd oefende Jari meerdere sporten uit maar bleek hij vooral talent te hebben voor ijshockey en voetbal. Door de invloed van zijn vader koos hij ervoor om zich uiteindelijk te richten op het voetbal, ondanks het feit dat ijshockeyers in Finland een beter bestaan hadden. IJshockey gold namelijk als een professionele sport in Finland en voetbal niet. Ook andere wintersporten hadden nationaal gezien een grotere aantrekkingskracht dan voetbal.
Jari bleek een van de grootste voetballende talenten van Finland te zijn en debuteerde al op vijftienjarige leeftijd in het eerste elftal van Reipas. Daarna werd hij al snel verkozen tot Talent van het Jaar, maar besefte hij dat doorgroeien alleen mogelijk was in een andere competitie: "De Finse competitie is goed voor jonge jongens, maar na je negentiende leer je niets meer. Ik heb er twee jaar verloren. Al na een paar jaar had ik het gevoel dat ik naar het buitenland moest." Hij verkaste naar Nederland en ging vanaf daar bijna heel Europa rond.

### Familieleven
Jari Litmanen heeft een relatie met het Estse model Ly Jürgenson. Ze werd in 1998 verkozen tot Miss Estland en vertegenwoordigde haar land dat jaar ook op de Miss World-verkiezing. In 2005 werd hun eerste zoon geboren en in 2007 hun tweede.
Tijdens zijn voetbalcarrière is Litmanen nooit open geweest over zijn privéleven. Tijdens persconferenties legde hij altijd de nadruk op het voetbal wanneer er naar zijn privéleven werd gevraagd. Zelfs velen in zijn directe omgeving geven vaak toe Litmanen niet heel goed te kennen. Hij zorgt er echter zelf ook voor dat zijn persoonlijke aangelegenheden worden gescheiden van het voetbal. In de herfst van 1995 werd het enige boek over Litmanen tot nu toe geschreven door Hannu Teider, genaamd Kultakenkä (Gouden schoen). Teider had gehoopt het menselijke verhaal achter Litmanen te vertellen, maar Litmanen liet het niet zo ver komen. Hij schrapte alles in het boek dat te maken had met familie, vrienden, vrouwen, geld en gevoelens. Alleen de zaken over voetbal mochten blijven staan.

### Populariteit
Litmanen groeide bij Ajax onder Louis van Gaal uit tot een clubicoon en volksheld. Dit geldt niet alleen voor Nederland, maar ook voor Finland. Zijn terugkeer in 2004 naar zijn oude club FC Lahti werd aangekondigd als The Return of the King. Hij kreeg al een staande ovatie voordat hij de bal had aangeraakt. Waar een wedstrijd normaal ongeveer drieduizend toeschouwers trok, waren er sinds zijn terugkomst vaak tienduizend toeschouwers te tellen die allemaal een glimp wilden opvangen van Kuningas. In 2004 werd Litmanen ook verkozen in de top 100 van de Grootste Fin aller tijden. Hij eindigde daarbij op de tweeënveertigste plaats.
In 2007 werd er door Reipas Lahti besloten om een standbeeld te plaatsen voor de nationale volksheld. Litmanen zelf gaf toestemming voor het idee waarna er een inzamelingsactie werd gestart om de benodigde honderdduizend euro bij elkaar te krijgen. In maart 2010 werd bekend dat het standbeeld van Satu Loukkola geen doorgang meer zou vinden. Loukkola was al een eind op weg met het ontwerp, maar er werd besloten om met Reijo Huttu in zee te gaan. Hij ging met een budget van tachtigduizend euro aan de slag om een nieuw standbeeld te maken. Het benodigde geld werd onder andere opgehaald door de verkoop van miniatuur-standbeeldjes. Op 10 oktober 2010 (10-10-10, naar zijn rugnummer) werd het standbeeld in zijn geboorteplaats Lahti onthuld. In maart 2011 verscheen zijn beeltenis tevens op een creditcard van de Sampo Bank. Daarmee trad Litmanen in de voetsporen van Finse grootheden als Urho Kekkonen en Lasse Virén. In 2012 werd Litmanen door voetbalfans verkozen tot de beste buitenlandse Ajacied aller tijden. Tijdens een internetpeiling verwierf de oud-middenvelder negenenzestig procent van de stemmen, waarmee hij Zlatan Ibrahimović (negenendertig procent) en Luis Suárez (vijfendertig procent) ruimschoots voor bleef. De som van alle percentages ligt boven de honderd procent, aangezien de respondenten drie favoriete spelers door konden geven en de uitslag op basis daarvan werd bepaald.

## Trivia
- Litmanen stond bekend om zijn sportiviteit. Zo pakte hij in zijn gehele carrière maar een rode kaart. Die kaart ontving Litmanen op 7 april 1997 tegen FC Volendam van scheidsrechter Dick Jol wegens natrappen van middenvelder Rob Matthaei.[127]
- Litmanen speelde altijd op dezelfde adidas-schoenen. Oud-medespeler John Heitinga zei hierover: "Elk jaar kwamen er nieuwe modellen, maar Jari hield het bij de worldcupjes. Op een gegeven moment heeft hij zelfs tientallen paren tegelijk gehaald. Om erop voorbereid te zijn als ze ooit uit de collectie zouden worden gehaald."[128]
- Het populaire Finse rapduo JVG brengt in het nummer "Teemu ja Jari" een ode naar Jari Litmanen en de ijshockeyer Teemu Selänne. Het duo omschrijft de heren als de helden van iedere Finse jongen.[129]
- De naam Jari is sinds de komst van Litmanen bij Ajax ruim drieduizend keer aan een Nederlandse baby gegeven, het vaakst in 1996. Voordien was de naam in Nederland niet bekend.[130]